# バーバラ・ジャッジ
バーバラ・ジャッジ（英: Barbara Judge、1946年12月28日 - 2020年8月31日）は、アメリカ合衆国の弁護士、事業家でロビイスト。三度目の結婚前にはバーバラ・シンガー・トーマスとして知られていた。
ロンドンに居住し、アメリカとイギリスの二重国籍を持つ 。英国原子力公社(UKAEA)名誉議長、英国年金保護基金(PPF)及び英国貿易投資総省を代表する英国ビジネスアンバサダーである。彼女はポール・ジャッジ卿と結婚し、アメリカの弁護士であるアレン・L・トーマスとの最初の結婚で一人息子がいる。

## 教育及び初期の職歴
バーバラの父は小規模の事業を持っていた。母マルシア・シンガーは2011年までニューヨーク工科大学の副学部長であった。マンハッタンに生まれ、ニューヨーク市のサドルロックで育った。
1966年、最初の夫と出会ったペンシルバニア大学で歴史学士号を取得して卒業した。続いてニューヨーク大学のロースクールで税法を専攻し、1969年に法学博士として修了した。彼女はその成績により多くの賞を得て、ニューヨーク大学ロー・レビューの編集者であった。
最初の雇用主の下では法人顧問弁護士として従事した。1973年、Kaye, Scholer, Fierman, Hays & Handler法律事務所に加わり、そこで法人法や金融取引に専念して1978年にはパートナーとなった。その頃、彼女の最初の事務所のパートナーであったアレン・L・トーマスと結婚した。

## SECと銀行業
1980年、バーバラはワシントン特別区の証券取引委員会の任期5年のメンバーに選ばれた。証券取引委員の中で最年少であったために広く報道され、彼女のキャリアにおける重要なステージとなった。1983年11月の息子の誕生後、彼女は英国商業銀行サミュエル・ モンタギュー・アンド・シーオーの理事になるために辞任し、夫と共に香港に移った。1987年、彼女はニューヨークのバンカーズ・トラスト・インターナショナル・バンキングの常務となった。
この頃、バーバラはまた、1989年の破たんで大きな金融上のスキャンダルを起こしたリンカーン・セービングス・アンド・ローン・アソシエーション(Lincoln Savings and Loan Association)及びアメリカン・コンチネンタル・コーポレーション(American Continental Corporation)に関わっていた。二社ともチャールズ・ケーティングにより経営されており、彼女は1988年にはSECと共にロビー活動を行った。後に、彼女は集団訴訟で名指しされたが、示談で解決した。

## ニュース・インターナショナルとプライベート・エクイティー
1993年、バーバラはルバート・マードックのニュース・インターナショナルの専務理事となり、1994年にはニューヨークからロンドンに夫やイギリスで育てたいと望んでいた息子と共に移った。後にイギリスで未公開株の事業で働き、プライベート・エクイティ・インベスター PLC (Private Equity Investor plc.)を創業した。
また、ペンシルバニア大学ウォートン経営大学院の理事会におり、かつウォートンのローダー・インスティテュートの創立理事であった。

## 原子力と年金保護
ポール・ジャッジ卿との結婚後、ジャッジは2002年に非常勤取締役、2004年には英国原子力公社(UKAEA)会長となった 。2009年に英国原子力公社の解体ビジネスをバブコックインターナショナルグループに売却し、2010年にはロジャー・キャッシュモアが引き継いだ。同年、「原子力及び金融サービス業界への功績」により、大英帝国勲章を授与された。
2010年2月、アラブ首長国連邦の原子力エネルギー発展のための国際顧問会議に選ばれた。2011年2月、英国企業がインド西岸のジャイタプールで6つの大規模な原子炉の建設にどのように参入できるかを議論するための貿易代表団を率いた。ジャッジは原子力産業の新設企業であるハイペリオン・パワー・ジェネレーションの会長である。
2010年4月、英国年金保護基金(PPF)の会長に指名され、同年7月にその役職を引き受けた
。2007年から2010年の間、プロの会計士が用いる倫理的基準やガイダンスを展開する国際会計士倫理基準審議会（IESBA）の公認のメンバーであった。その上、2004年から2007年までジャッジはコーポレート・ガバナンス（企業統治）と会計士を規制する英国財務報告評議会(the UK Financial Reporting Council)副会長でもあった。
ロンドン大エネルギー研究所所長であり、2006年1月にはロンドン大学東洋アフリカ研究学院(SOAS)理事会会長に指名され、またLondon Middle East Institute顧問会議議長である。他にも、イスタンブールのサバンチ大学国際監督委員会のメンバーでオックスフォード大学ザイードビジネススクールのビジティングフェローである。

## 福島第一原子力発電所事故
2012年4月20日、国際会議出席のために来日したジャッジは産経新聞のインタビューに応じ、福島第一原子力発電所事故について、「悲しい出来事で被災者に大変同情している。ただ、あれだけの地震・津波でも建屋そのものは残った。英国では事故後、原発反対派でさえ、日本の技術力やプラントの頑健性を高く評価するようになった。ベトナムなど新興国も引き続き日本の原発を欲しがっている。これが国際的、客観的な評価だろう」と感想を述べ、日本に原発が必要かという質問に、「日本も英国も資源の乏しい島国。輸入品のLNGや原油だけに頼っていたら、自国の命運を他国に委ねることになる。エネルギー安全保障上、原発は必要だ。また、発電の効率性や温暖化ガス削減を現実的に考えたら、原発しかない」と回答した。
2012年9月、ジャッジは東京電力原子力改革監視委員会のメンバーに任命された
。
2013年2月のCNNのインタビューでは、「約2万人の命が地震と津波の結果失われましたが、誰も被曝した結果によって亡くなっていません。そして、放射線の専門家は誰も被曝によって死なないと信じています」と語り、自分の役職について、「文化を変えて人々が問題を指摘することで賞賛され、報いられるようにする必要があります。彼らは何か悪いことを言うのを恐るのに慣れてしまっています」と述べた。さらに、2013年2月の福島第一原子力発電所訪問を、「素晴らしかった」、「絶望ではなく全く希望と熱情に満ちていました」（"It was fantastic","It was absolutely hope and enthusiasm, not despair."）と語り、作業者に対して「彼らがあまりにも献身的なので、非常に感銘を受けました」、「彼らはヒーローです」と感想を述べ、「敷地でどれほど多くの作業が行われたかいうことと、敷地を世界で最も安全にするという高い熱望に対して驚きました」と付け加えた。
2013年7月26日、東京電力の第三者委員会「原子力改革監視委員会」の4回目会合が開かれたが、福島第1原子力発電所から海洋への放射性汚染水の放出問題に対する東電の情報公開性の欠如に対し、「本当にがっかりした」と述べ、「（原発の）廃炉作業は複雑で難しいプロセスであるため、今後も問題が生じることは必至だろうが、次に問題が起きたときには今回の誤りから学んで人々にいち早く、状況とそれを改善する東電の計画を知らせてもらいたい」と語り、東電の企業風土に問題があるとし「多くの企業同様、閉鎖的で効率性を優先する文化があり…議論する準備ができたと思えるまでは、自分たちだけで問題解決を図ろうとする」と指摘し、「効率よりも安全を優先する文化」を歓迎すると述べた。

## 死没
ジャッジは、2020年8月31日にロンドンの自宅で膵臓癌で死去。73歳没。